# La Bazoge (Sarthe)
La Bazoge – miejscowość i gmina we Francji, w regionie Kraj Loary, w departamencie Sarthe.
Według danych z roku 2007 gminę zamieszkiwało 3570 osób, a gęstość zaludnienia wynosiła 156 osób/km². Pod względem powierzchni miasto zajmuje 456 miejsce.